# にっぽんGメン 特別武装班出動
「にっぽんGメン 特別武装班出動」（にっぽんじーめん とくべつぶそうはんしゅつどう）は、1956年7月25日に東映系で公開された日本映画。モノクロ。スタンダード。86分。
『にっぽんGメン』シリーズの第3弾で、『にっぽんGメン 第二話 難船崎の決闘』以来6年振りの新作。

## スタッフ
- 企画：吉野誠一
- 監督：小石栄一
- 監督補佐：加島昭
- 脚本：春万作
- 撮影：星島一郎
- 音楽：飯田三郎
- 美術：藤田博
- 録音：広上庄三
- 照明：銀谷謙蔵
- 編集：長沢嘉樹
- 製作主任：田島作也
- スチール：鈴木敏雄

## キャスト
- 佐上捜査三課長：松本克平
- 西島捜査二課長：石島房太郎
- 桂田主任：須藤健
- 園川刑事：高倉健
- 笠野刑事：高木二朗
- 出窪刑事：佐原広二
- 寺本刑事：岩上瑛
- 飯森捜査一課長：志摩栄
- 柏畠係長：牧野狂介
- 椎中主任：曾根秀介
- 生沢刑事：堀雄二
- 貝辻刑事：高原秀麿
- 梶野鑑識課員：片山滉
- 写真係：中村勝利
- 警察医：菅沼正
- 瀬川刑事：滝沢暲和
- 影岡信次：波島進
- 笠野たまえ：萩京子
- 笠野かねよ：井上千枝子
- 偽札団安部太十：小沢栄太郎
- 偽札団金山：加藤嘉
- 偽札団依田：伊藤久哉
- 偽札団赤田：藤井貢
- 偽札団山暮：山本麟一
- 偽札団有井：岩城力
- 偽札団山下：高田博
- 偽札団あけみ：浦里はるみ
- 偽札団エマ：日野明子
- 偽札団フナヨ：宮田悦子
- 偽札団井原：吉川英蘭
- 偽札団北町：大東良
- 偽札団塩谷：杉義一
- 偽札団宮崎：斎藤紫香
- 偽札団島橋：萩原満
- 偽札団前村：滝謙太郎
- 偽札団堀内：高宮淳
- バーテン：豊野弥八郎
- ゴッサル：ハロルド・コンウェイ
- チャン：南川直
- 女秘書：三保洋子
- 栗本：北川巧
- パン屋のお内儀：不忍郷子
- 若い巡査：小野保、久保一
- 孝夫：真藤孝行
- 新聞記者：生信賢三、瀬川純、児玉晃

## 同時上映
『日輪太郎 完結編 蛇地獄の怪人』
- 原作：一色太郎 / 脚本：小川正 / 監督：松村昌治 / 主演：伏見扇太郎